# Teracosphaeria
Teracosphaeria — рід грибів. Назва вперше опублікована 2007 року.

## Класифікація
До роду Teracosphaeria відносять 1 вид:
- Teracosphaeria petroica